# امیل ماتسوو
امیل ماتسوو (به آلمانی: Emil Mazuw) (۲۱ سپتامبر ۱۹۰۰ – ۱۱ دسامبر ۱۹۸۷) فرماندار استان پومرانی از سال ۱۹۴۰ تا ۱۹۴۵ بود. او یکی اعضای اس‌اس بود. وی به درجه اس‌اس-اوبرگروپنفورر نیز رسید. در بین سال های ۱۹۳۹ تا ۱۹۴۵ رهبر اس‌اس و پلیس در منطقه نورد (شمال) بود. او پس از جنگ به جنایات علیه زندانیان سیاسی و یهودیان محکوم شد و به ۱۶ سال زندان محکوم گشت.

## زندگی
وی در سال ۱۹۰۰ زاده شد.پدر وی یک کارگر کارخانه و خود او نیز برای کار با فلز آموزش دیده بود. در سال ۱۹۱۸ به نیروی دریایی امپراتوری آلمان پیوست و در جنگ جهانی اول شرکت جست. توسط ارتش بریتانیا دستگیر شد و تا سال ۱۹۲۰ به عنوان اسیر جنگی نزد بریتانیایی‌ها بود.
وی در ۱۹۲۰ به آلمان بازگشت و تا سال ۱۹۲۱ در نیروی دریایی ماند. سپس تا سال ۱۹۲۵ به عنوان یک کارگر کارخانه مشغول به کار شد.در ۱۹۲۸ به حزب نازی و اس‌آ و سپس در ۱۹۳۰ به اس‌اس پیوست. تا ۱۹۳۲ بیکار بود و پس از آن به عنوان راننده کامیون در کوبورگ مشغول به کار شد.
وی از ۱۹۳۶ نماینده رایشتاگ بود.هم‌چنین از اوت ۱۹۳۴ تا اول مه ۱۹۴۵ رهبر اس‌اس و پلیس در منطقه نورد (شمال) بود. وی تنها رهبر ارشد اس‌اس و پلیس بود که این سمت را بیش از پنج سال بر عهده داشت.
وی از ۱۹۴۰ تا ۱۹۴۵ فرماندار استان پومرانی بود. وی به همراه فرانتس اشوده گاولایتر این استان نقشی کلیدی در اجرای عملیات تی۴ در این منطقه ایفا نمودند. در حدود ۱٬۴۰۰ بیمار ذهنی تحت نظر این دو به محلی در شهر آزاد دانتسیگ برده شدند و در آن‌جا اعدام شدند.
پس از پایان جنگ جهانی دوم ماتسوو دستگیر و زندانی شد. در سال ۱۹۴۸ به ۸ سال زندان محکوم شد. در سال ۱۹۵۱، ۸٫۵ سال دیگر نیز زندان دریافت کرد. در نهایت در ۱۹۸۷ در کارلسروهه درگذشت.